# Nocna padaczka czołowa
Nocna padaczka czołowa (ang. nocturnal frontal lobe epilepsy, NFLE) – postać padaczki, w której napady występują w nocy i mogą przypominać niektóre zaburzenia snu. Podczas napadu osoba dotknięta tą postacią padaczki wykonuje złożone ruchy kończyn (zaciskanie dłoni, podnoszenie i opuszczanie rąk, zginanie kolan), często wydaje dźwięki (płacze, krzyczy, jęczy). Początek zwykle objawia się w dzieciństwie, w 80% przypadków w pierwszych dwóch dekadach życia. Nocna padaczka czołowa jest chorobą genetyczną i często występuje rodzinnie. Zidentyfikowano cztery loci genowe dla dziedziczonej autosomalnie dominująco nocnej padaczki czołowej (ang. ADNFLE), spośród nich w trzech przypadkach zidentyfikowano geny, których mutacje powodują chorobę. Geny CHRNA4, CHRNB2 i CHRNA2 kodują podjednostki receptora nikotynowego. Leczenie jest farmakologiczne i polega na podawaniu leków przeciwpadaczkowych. Choroba występuje rzadko, opisano ponad 100 przypadków.